# 아카츠키 나츠메
아카츠키 나츠메(暁なつめ)는 일본의 소설가, 라이트 노벨 작가이다. 대표작 《이 멋진 세계에 축복을!》의 TV 애니메이션화가 결정되어 2016년 1월부터 3월까지 방송되었다.

## 작품
- 창단 짐승의 길
- 전투원, 파견합니다!

### 장편 작품
- 이 멋진 세계에 축복을! - 17권 간행
  - 이 멋진 세계에 폭염을! - 5권 간행
  - 이 가면의 악마에게 상담을! - 1권 간행

### 기타
- Re:제로부터 시작하는 이세계 생활 제18화 예고 내레이션 텍스트

## 같이 보기
- 나가츠키 탓페이 (네즈미이로네코)
- 소설가가 되자 (소설 투고 사이트)